# 팔로마 베르나르지
팔로마 베르나르지(Paloma Bernardi, 1985년 4월 21일 ~ )는 브라질의 배우이다.